# Attagenus tigrinus
Attagenus tigrinus es una especie de coleóptero de la familia Dermestidae.

## Distribución geográfica
Se distribuyen por el paleártico sur: norte de África y sur de Europa.